# Jo van den Booren
Jo van den Booren (Maastricht, 14 maart 1935) is een Nederlands componist, dirigent en trompettist.

## Levensloop
Van den Booren studeerde aan het Muzieklyceum in Maastricht van 1945 tot 1952 en kreeg trompetlessen bij Hubert Cardous. Daarna in Amsterdam trompet bij Marinus Komst, compositie bij Antoon Maessen, Louis Toebosch, Ton de Leeuw en Kees van Baaren. Van 1956 tot 1967 deed hij verdere compositie-studies aan de Muziek Akademie Basel in Bazel, Zwitserland bij Klaus Huber.
Al op zeventienjarige leeftijd werd hij aangenomen als trompettist bij het Brabants Orkest. Samen met andere musici stichtte hij in 's-Hertogenbosch de Stichting Resonans en het Resonans-koperkwintet, beide voor het uitvoeren van hedendaagse muziek. Regelmatig dirigeerde hij ensembles uit het Brabants Orkest. Bij hetzelfde orkest dirigeerde hij ook eigen werk, zoals zijn symfonieën en de eenakters Nu Noch en Huwelijksaanzoek. Na deze periode was hij uitsluitend freelance componist.
Zes achtereenvolgende jaren werd een compositie van hem gekozen voor uitvoering tijdens de Internationale Gaudeamusweken.
Zijn oeuvre omvat symfonieën, kamermuziek, werken voor koor en orgel alsook filmmuziek, concerten voor solo-instrumenten en werken voor harmonie- en fanfareorkest. Enkele werken werden met prijzen (Visser Neerlandiaprijs etc.) onderscheiden, bijvoorbeeld het hobokwartet Estrimi in 1968. In 1994 werd hij door de Koningin tot Ridder in de Orde van Oranje-Nassau benoemd.

## Stijl
Reeds als jong trompettist bleek hij goed te kunnen improviseren en op jeugdige leeftijd had hij bovendien al heel wat marsen geschreven. Het ijzeren repertoire van de muziek leed wat hem betrof aan metaalmoeheid en hij zocht verder in de mogelijkheden en de seriële muziek uitdiepte. Van nature al geen melodicus, groeide in hem als het ware een formateur, een klankspecialist. Het componeren geldt voor hem als een evolutionair streven. Een groeien van beperkt naar groter bewustzijn.

## Composities

### Werken voor orkest

#### Symfonieën
- 1975 1. Sinfonia jubilata
- 1982-1983 Symfonie Nr. 2
- 1987 Short symphony (Symfonie Nr. 3), op. 66
- 2001 Symfonie nr. 5, op. 115
  1. Allegro
  2. Adagio
  3. Scherzino
  4. Allegro
- 2003 Symfonie Nr. 6, op. 128
  1. Energico
  2. Funebre (In memoriam GvdW)
  3. Andante-Bruscamente

#### Concerten voor instrumenten en orkest
- 1989 Concerto opus 73, voor saxofoon-kwartet en orkest
  1. Moderato
  2. Larghetto
  3. Allegro
- 1990-1991 Concerto opus 78, voor fluit en orkest
  1. Andante cantabile
  2. Scherzo
  3. Adagio
  4. Allegro
- 1991 Concerto opus 82, voor orgel en orkest
  1. Andante
  2. Scherzo
  3. Largo
  4. Andante maestoso e moderato energico
- 1993 Violin concerto Nr. 2, voor viool en strijkorkest, op. 89
- 1998 Dubbelconcert in Re, voor viool, cello en orkest, op. 110
  1. Allegro - Moderato - Allegro
  2. Adagio
  3. Scherzino
  4. Finale (Adagio - Allegro moderato con spirito
- 2006 in zoete mijmering verzonken..., voor altviool en strijkorkest, op. 155
- Blues en Concertino, voor trompet en orkest

#### Andere werken voor orkest
- 1963-1964 Suite dionysienne, voor althobo en strijkorkest
  1. Danse sacrée
  2. Dithurambos
- 1965 L'epitaphe Villon - ballade des pendus, voor mannenstem en orkest
- 1970-1975 Géographie intérieure, voor groot orkest
- 1979 Souvenir voor groot orkest
- 1986 Souvenir de Budapest, voor strijkorkest, op. 57
- 1987 Passage, op. 65
- 1993 Cirkels II, voor harmonieorkest en strijkorkest, opus 90, nr. 2
- 2001 New York - eleven nine, voor orkest , op. 125

### Werken voor harmonie- en fanfare-orkest
- 1968 Capriccio, voor fanfare-orkest
- 1981 Brabant, A Fantasy on two Folksongs
- 1982 Song auf dem Weg nach Emmaus, voor kinder- en mannenkoor (of gemengd koor) en fanfare-orkest - tekst naar een gedicht van Dorothee Sölle
- 1984 Zodiac, voor harmonieorkest, op. 46; Opgedragen aan Piet Joris en de Drunense Harmonie
  1. Aries
  2. Taurus
  3. Gemini
  4. Cancer
  5. Leo
  6. Virgo
  7. Libra
  8. Scorpio
  9. Sagittarius
  10. Capricornus
  11. Aquarius
  12. Pisces
- 1984 Musica con fuoco, voor fanfare-orkest, op. 49
  1. Allegro con fuoco
  2. Andante cantabile
  3. Andantino
  4. Adagio
  5. Lento, divoto-Allegro agitato
- 1986 Display, voor saxofoon-kwartet en harmonieorkest, op. 58
- 1987 Movements, voor harmonieorkest, op. 63; Geschreven voor Piet Joris en de Drunense Harmonie
- 1988 Zenith, voor fanfare-orkest, op. 70
- 1990 Sonate in een deel, voor drie blaaskwintetten en pauken, op. 79
- 1992 Deux pièces caractéristiques, voor fanfare-orkest, op. 84
  1. Prélude
  2. Cortège
- 1992 Violin concerto Nr. 1, voor viool en harmonieorkest, op. 86
  1. Andante
  2. Allegretto
  3. Largo
  4. Rondo
- 1993 Cirkels II, voor harmonieorkest en strijkorkest, op. 90, Nr. 2
- 2007 Torenmuziek, voor fanfare-orkest en beiaard, op. 157

### Toneelmuziek
- Nu Noch, 1 akte
- Huwelijksaanzoek, 1 akte

### Vocale muziek (gedeeltelijk met instrumenten of orkest)
- 1977 Triptiek - Ode aan Jeroen Bosch voor mannenkoor, koperkwintet en slagwerk
  1. Schepping
  2. Menschenwereld
  3. Hel - Dies Irae, Dies Illa...
- 1980 Mirabel - Scènes imaginaires dans un village abandonné pour grande flûte (aussi flûte basse ad libitum) et douze voix (3 sopraan, 3 alt, 3 tenoren en 3 bassen)
- 1981 Het huwelijksaanzoek Vaudeville, eenakter naar Anton Tsjechov voor (mezzo-)sopraan, tenor, bas, 6 instrumentalisten (fluit (ook piccolo), klarinet, trompet, trombone, viool, contrabas) en een slagwerker
- 1984 Psalmus XI voor alt en altviool, op. 48
- 1984 Diotima an Hyperion voor alt, dwarsfluit, altviool en harp, op. 50
- 1984 The prisoner opus 51, voor solo-sopraan, gemengd koor en kamerorkest
- 1988 Missa opus 69, per coro di uomini ed organo
- 2001 Llama de amor viva opus 118, voor sopraan, alt, gemengd koor, harmonium con pressione
  1. Oh llama de amor viva
  2. !Oh cauterio suave!
  3. !Oh Lámparas de fuego
  4. !Cuán manso y amoroso

### Koormuziek
- 2001 Noche oscura opus 116, voor zevenstemmig koor - naar teksten van Johannes van het Kruis
  1. En una noche oscura
  2. A oscuras y segura
  3. En la noche dichosa
  4. Aquesta me guiaba
  5. Á oh noche que guiaste!
  6. En mi pecho florido
  7. El aire del almena
  8. Quedéme y olvidéme
- Psalmus XXII - Dominus pascit me opus 106, voor mannenkoor
  1. Dominus pascit me
  2. Deducit me
  3. Virga tua
  4. Paras mihi
  5. Benignitas et gratia

### Kamermuziek
- 1966 Game III voor trompet en orgel
- 1967 Spectra per quintetto a fiati
- 1971 Intrada festiva per 4 corni, 4 trombe e 4 tromboni
- 1975 Hisperica famina for 5 brass players who also chant and play percussion instruments
  1. Incipit lex diei
  2. De plurimis
  3. Adelphus adelpha
- 1976 Epitaph, blues voor trompet en koperkwintet
- 1985 Oblation opus 54, voor orgel, twee trompetten, twee hoorns en twee trombones
- 1986 Music opus 55, voor trompet en orgel
- 1987 Sextet opus 60, voor blazers
- 1990 Partita Nr. 3 opus 77, voor koperkwintet
  1. Sinfonia
  2. Minuetto
  3. Chaconne
  4. Gavotte
  5. Sarabande
  6. Saltarello
- 1991 Meditazione I opus 80, per dodici strumenti (fluit, hobo, klarinet, fagot, hoorn, vibrafoon, piano, twee violen, altviool, cello en contrabas)
- 1993 Haiku voor altviool en piano, opus 92
- 1994 Meditazione II opus 93, per 12 strumenti (fluit (ook piccolo), Engelse hoorn, basklarinet, hoorn, fagot, Marimba (ook vibrafoon), piano, twee violen, altviool, cello en contrabas)
- 1996 Meditazione III opus 100, voor ensemble (fluit, hobo, klarinet, hoorn, fagot, slagwerk, twee violen, altviool, cello, contrabas en CD) en soundtracks
- 2000 Divertido opus 113 No. 1, voor altblokfluit (of fluit), fluit (of hobo), alt-saxofoon (of klarinet), cello (of fagot), contrabas en piano
  1. Allegro moderato
  2. Andante
  3. Scherzino
- 2001 Trio voor klarinet, altviool en piano, op. 123
- 2002 En el járdin (In de tuin), Muziek voor altviool, op. 121
- Bagatellen, voor dwarsfluit, trompet, trombone en slagwerk
- Birds, a story voor vijf fluitisten
- Potpourri, voor koperkwintet
- Sonata, voor drie klarinetten
- Trio, voor hobo, klarinet en fagot

### Werken voor orgel
- 1985 Hymn opus 52 - "...thou emittist sounds in the secret hall of sacrifice...."
- 1996 La soledad sonora - en honor de San Juan de la Cruz opus 104

### Werken voor Accordeonorkest
- 1993 Cirkels I, opus 90

### Filmmuziek
- 1985 La Passion de Jeanne d'Arc, klassieke film van Carl Theodor Dreyer uit 1928
  1. 1ère Interrogatoire
  2. 2ème Interrogatoire
  3. 3ème Interrogatoire
  4. 4ème Interrogatoire
  5. 5ème Interrogatoire
  6. Au bûcher
- 2000 The OverCoat, film van Kozintsew naar een story van Nikolaj Gogol